# Почитељ
Почитељ је насељено мјесто у Босни и Херцеговини, у граду Чапљина, које административно припада Федерацији Босне и Херцеговине. Налази се у долини ријеке Неретве. Почитељ је историјско насеље оријентално-медитеранског карактера. Према попису становништва из 1991. у насељу је живјело 905 становника.

## Поријекло имена
Име Почитељ указује на архаично поријекло. Етимологија имена Почитељ није ријешена. Једни сматрају да је име Почитељ изведено од глагола почивати; други да је име кастелана тога града дало граду име Почитељ; трећи да су учени људи 'поштована господа' условили име Почитеља; четврти да се поријекло имена Почитеља треба тражити у хунгаризму 'читељ', италијански 'цитадела', као изразу за град, утврду; пети да се ради о глаголу читати.

## Историја

### Почитељ у средњем вијеку
Почитељ представља тврђаву која потиче из средњега вијека. Налази се уз лијеву обалу ријеке Неретве код Чапљине. Утврда је штитила улаз у долину доње Неретве на путу из Дријева према Бишћу. Први пут се Почитељ наводи у повељи за војводу Стјепана Вукчића 1444. (Posichell, Vdobranah castello con lo contato). Касније је поменут 1448 (castrum Beczitel) и 1454. (civitate Pozitell cum pertinentiis suis).
Дуго времена погрешно се сматрало да је у Почитељу било босанско краљевско бродоградилиште у 14. вијеку. Чувени други нови град којег је Твртко I Котроманић градио 1383. у приморју звао се Брштаник. Он је погрешно смјештан да се налази код Почитеља па је и одређена активност око Твртковог бродоградилишта, а и продаје соли, довођена у везу са Почитељем. Касније су историчари доказали да је Брштаник био даље од Почитеља, па је све остало што се повезивало за Почитељ остало без икаквога основа. Упркос томе и данас се може прочитати у литератури да је Почитељ зидао Твртко 1383, и да је ту било бродоградилиште.
Почитељ је имао значајну улогу у сукобима са Османлијама.

### Почитељ у новом вијеку
Овај херцеговачки градић на живописној обали Неретве изграђује се интензивно од друге половине 16. вијека кроз плодоносно укрштање двију градитељских традиција — оријенталне и медитеранске. Све до наших дана било је сачувано то градитељско културно благо — Шишман Ибрахим-пашина џамија, Почитељска сахат-кула, медреса, хамам, хан, кућа Гавранкапетановића.
ХВО је у љето 1993. године разорио тај јединствени град-споменик током Бошњачко-хрватског сукоба. У јануару 2003. историјско градско подручје Почитеља проглашено је националним спомеником Босне и Херцеговине.

## Становништво
|                      | 2013.        | 1991.         | 1981.         | 1971.         |
| Укупно               | 799 (100,0%) | 905 (100,0%)  | 888 (100,0%)  | 804 (100,0%)  |
| Бошњаци              | 466 (58,32%) | 660 (72,93%)1 | 629 (70,83%)1 | 605 (75,25%)1 |
| Хрвати               | 316 (39,55%) | 172 (19,01%)  | 182 (20,50%)  | 171 (21,27%)  |
| Неизјашњени          | 8 (1,001%)   | –             | –             | –             |
| Босанци и Херцеговци | 3 (0,375%)   | –             | –             | –             |
| Срби                 | 2 (0,250%)   | 20 (2,210%)   | 15 (1,689%)   | 15 (1,866%)   |
| Босанци              | 2 (0,250%)   | –             | –             | –             |
| Муслимани            | 1 (0,125%)   | –             | –             | –             |
| Остали               | 1 (0,125%)   | 17 (1,878%)   | –             | 2 (0,249%)    |
| Југословени          | –            | 36 (3,978%)   | 53 (5,968%)   | 6 (0,746%)    |
| Црногорци            | –            | –             | 4 (0,450%)    | 2 (0,249%)    |
| Албанци              | –            | –             | 3 (0,338%)    | 2 (0,249%)    |
| Македонци            | –            | –             | 1 (0,113%)    | –             |
| Словенци             | –            | –             | 1 (0,113%)    | 1 (0,124%)    |

1. 1 На пописима од 1971. до 1991. Бошњаци су пописивани углавном као Муслимани.

## Галерија
- Почитељ
- Кула Гавран-капетановића сликана са јужних зидина